# Porcellium graecorum
Porcellium graecorum là một loài chân đều trong họ Trachelipodidae. Loài này được Strouhal miêu tả khoa học năm 1955.